# Gekoni
Gekoni, též gekoni praví, jsou podčeledí gekonovitých. Jejich české rodové jméno je gekon.

## Popis
Gekoni mají adhesivní polštářky na prstech, jimiž se pevně přidržují podkladu a rychle a lehce lezou po svislých stěnách a
kmenech stromů. Mají srostlá oční víčka. Překrývá je průhledné okénko, tzv. brýle. Většina je aktivní v noci. Loví hmyz a pavouky. Jsou schopni vydávat hlasité zvuky. Využitím různých způsobů lokomoce (vlněním těla, „plácáním“ končetinami po hladině apod.) dokážou po jistou dobu překonávat vodní plochy bez potopení pod hladinu. Při plachtění vzduchem dokážou gekoni upravovat orientaci svého těla díky pohybům ocasu.

## Přehled rodů
| Afroedura Afrogecko Agamura Ailuronyx Alsophylax Aristelliger Asaccus Blaesodactylus Bogertia Briba Bunopus Calodactylodes Carinatogecko Chondrodactylus Christinus Cnemaspis Coleodactylus Colopus Cosymbotus | Crossobamon Cryptactites Cyrtodactylus Cyrtopodion Dixonius Dravidogecko Ebenavia Euleptes Geckolepis Gehyra Gekko Goggia Gonatodes Gonydactylus Gymnodactylus Haemodracon Hemidactylus Hemiphyllodactylus Heteronotia | Homonota Homopholis Lepidoblepharis Lepidodactylus Luperosaurus Lygodactylus Matoatoa Microscalabotes Nactus Narudasia Pachydactylus Palmatogecko Paragehyra Paroedura Perochirus Phelsuma Phyllodactylus Phyllopezus Pristurus | Pseudogekko Pseudogonatodes Ptenopus Ptychozoon Ptyodactylus Quedenfeldtia Rhoptropus Saurodactylus Sphaerodactylus Stenodactylus Tarentola Teratolepis Thecadactylus Tropiocolotes Urocotyledon Uroplatus |

## Evoluce skupiny
Gekoni se zřejmě vyvinuli v období rané křídy (zhruba před 140–120 miliony let) a již v období počínající svrchní křídy (asi před 99 miliony let) vykazovali někteří jejich zástupci velmi moderní adaptace, související s lezením po stromech. To ukázal objev zachované končetiny fosilního gekona z myanmarského jantaru. Miocenní gekoni jsou v podobě fosilií dobře známí například i z území Slovenska.

## Chování ve stavu beztíže
Experimenty s gekony (druh Chondrodactylus turneri) na oběžné dráze Země prokázaly, že tito plazi si dokážou hrát s objekty svého zájmu více než v prostředí normální pozemské gravitace. Jejich chování v prostředí mikrogravitace bylo zkoumáno po dobu 30 dní v biosatelitu Bion-M1.

## Poznámka
Kromě těchto rodů se také českým rodovým jménem gekon označuje rod Teratoscincus z podčeledi Teratoscincinae.